# Super 3D Noah's Ark
 (octobre 2016).
Si vous disposez d'ouvrages ou d'articles de référence ou si vous connaissez des sites web de qualité traitant du thème abordé ici, merci de compléter l'article en donnant les références utiles à sa vérifiabilité et en les liant à la section « Notes et références ».
Super 3D Noah's Ark est un jeu vidéo de tir à la première personne sorti en 1994 sur Super Nintendo et DOS. Il a été développé et édite par Wisdom Tree. Sur le Super Nintendo, il était connu sous le nom de Super Noah's Ark 3D. Ce jeu est la seule cartouche non officielle pour Super Nintendo qui ait été vendue commercialement.
Pour jouer au jeu sur Super Nintendo, il faut connecter une cartouche sur le haut de celle-ci pour donner l'impression au système que c'est un jeu original (sur le principe du Game Genie). La Super Nintendo était protégé contre les jeux non officiels, contrairement à son prédécesseur le Nintendo Entertainment System. Ce jeu est un clone de Wolfenstein 3D. On le constate assez aisément en regardant les similarités entre ces jeux. Par contre, au lieu de tuer des soldats Nazis dans un château, le joueur doit lancer des fruits et des céréales à des animaux (principalement des chèvres) à l'intérieur de l'Arche de Noé. La théorie la plus crédible sur ce jeu se trouve dans le fait que id Software n'ait pas du tout apprécié que Nintendo censure son jeu (changement de sons, de certaines images comme le portait d'Adolf Hitler remplacé par un homme inconnu, que son conseil d'administration composé en réalité de trois personnes qui font tout le travail de l'entreprise ayant établi leur réputation et leur argent pour partir leur compagnie en travaillant sur Commander Keen) aurait décidé de donner gratuitement le code à Wisdom Tree pour en faire une parodie religieuse.
Ce jeu vidéo n'a jamais réussi à devenir populaire, principalement pour son manque d'originalité comparé à Wolfenstein 3D, ses graphismes peu évolués et son manque de commercialisation par de grosses entreprises. Rare dans les commerces réguliers, il était plus facile de le trouver dans des magasins et des librairies chrétiennes.
Super 3D Noah's Ark est l'équivalent graphique de Wolfenstein 3D, avec tout d'identique : niveaux, armes et comportements de l'ennemi, mais avec un graphisme modifié pour refléter le caractère non violent, avec des ennemis qui dorment au lieu de mourir. Parce que ce jeu était l'équivalent de Wolfenstein 3D et que rien n'indiquait qu'il y avait eu changements à au code source du jeu, il n'a pas clair si ce jeu est ou non sous licence par id Software ou simplement une copie illégale.
Le jeu est accessible à de plus jeunes enfants. Noah's Ark inclut des passages secrets, de la nourriture, des armes et des vies supplémentaires. Il y a aussi des niveaux secrets et des niveaux raccourcis. Le joueur doit utiliser un lance-pierre et envoyer des cantaloupes et des pastèques à des animaux plus gros qui s'apparentent à des boss de niveaux comme Ernie l'éléphant et Carl le chameau.